# Orsóspórás susulyka
Az orsóspórás susulyka (Inocybe lacera) a susulykafélék családjába tartozó, Eurázsiában és Észak-Amerikában honos, lomberdőkben és fenyvesekben élő, mérgező gombafaj.

## Megjelenése
Az orsóspórás susulyka kalapja 1,5-5 cm széles, alakja fiatalon domború vagy kissé kúpos; idősen szélesen domború vagy -harangszerű. Felszíne száraz. Színe okker-, mogyoró, őz- vagy sötétbarna, kalapját sűrű szálas-nemezes pikkelyek borítják, amelyek idővel lekophatnak. Öregen berepedezik. Peremén néha megmaradnak a lemezeket védő kortina foszlányai. Kálium-hidroxiddal szürke színreakciót ad.
Húsa világosszürkés vagy -barnás, a tönkben barnuló. Szaga nem jellegzetes vagy spermaszerű. Íze nem jellegzetes.
Sűrű lemezei tönkhöz nőttek. Színük fiatalon halvány, később barnássá sötétednek; élük fehér marad. Fiatalon hamar felszakadó kortina védi őket. 
Tönkje 1-4 cm magas és 0,5-0,8 cm vastag. Alakja nagyjából egyenletesen hengeres. Felszíne finoman szálas-gyapjas vagy majdnem sima. Színe halványbarnás, ritkán gallérzóna marad hátra a kortina után. 
Spórapora barna. Spórája megnyúlt elliptikus, orsószerű vagy hengeres; sima, mérete 12-17 x 4,5-6 µm. 

### Hasonló fajok
Az olajsárga susulyka, a lilatönkű susulyka, a tengerparti susulyka, a gyapjas susulyka hasonlíthat hozzá.

## Elterjedése és termőhelye
Eurázsiában és Észak-Amerikában honos. Magyarországon nem ritka.
Lomberdőkben és fenyvesekben, erdei utak mentén, csupasz talajon, néha nedves, lápos helyeken él. Májustól novemberig terem.

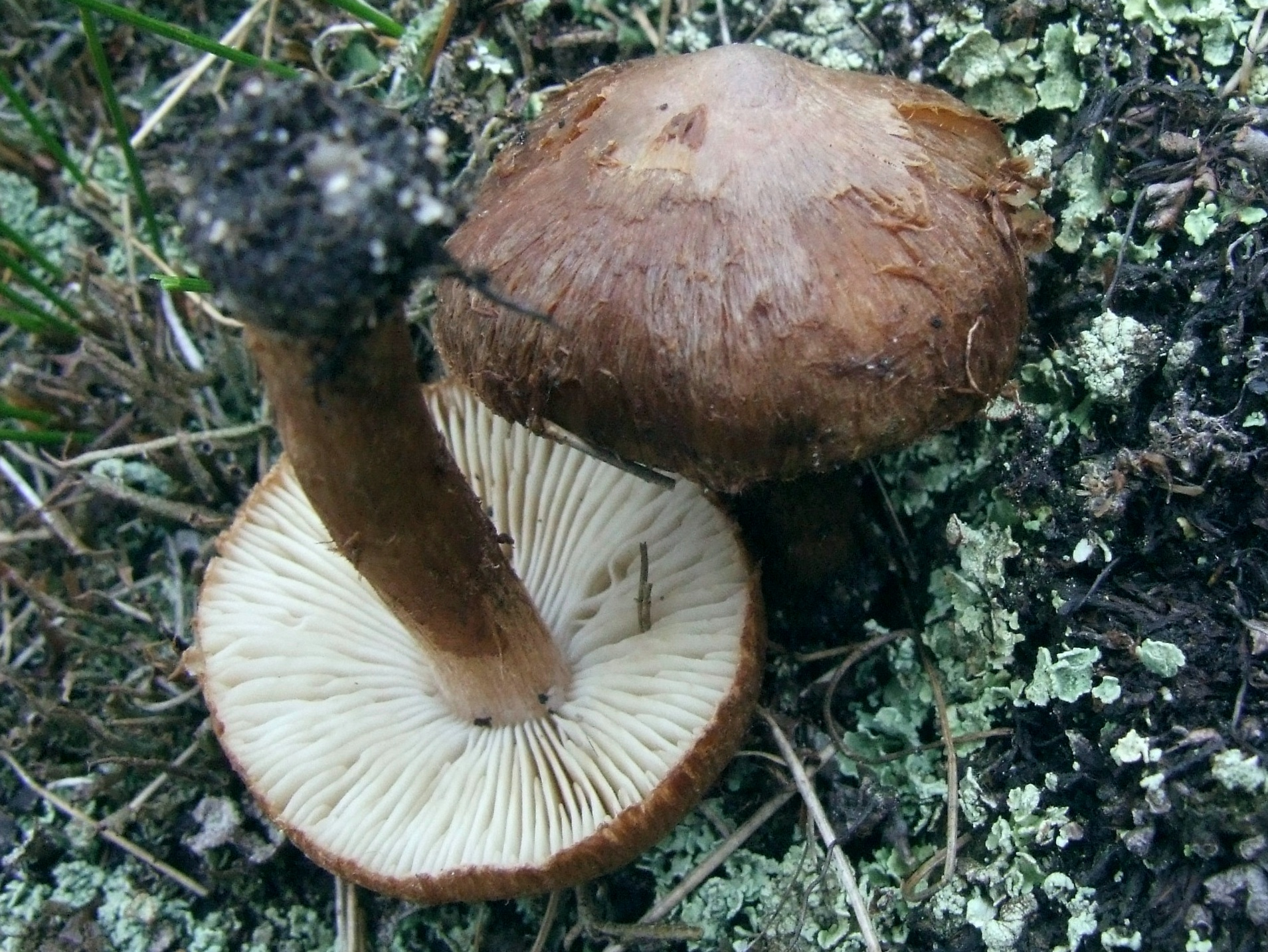
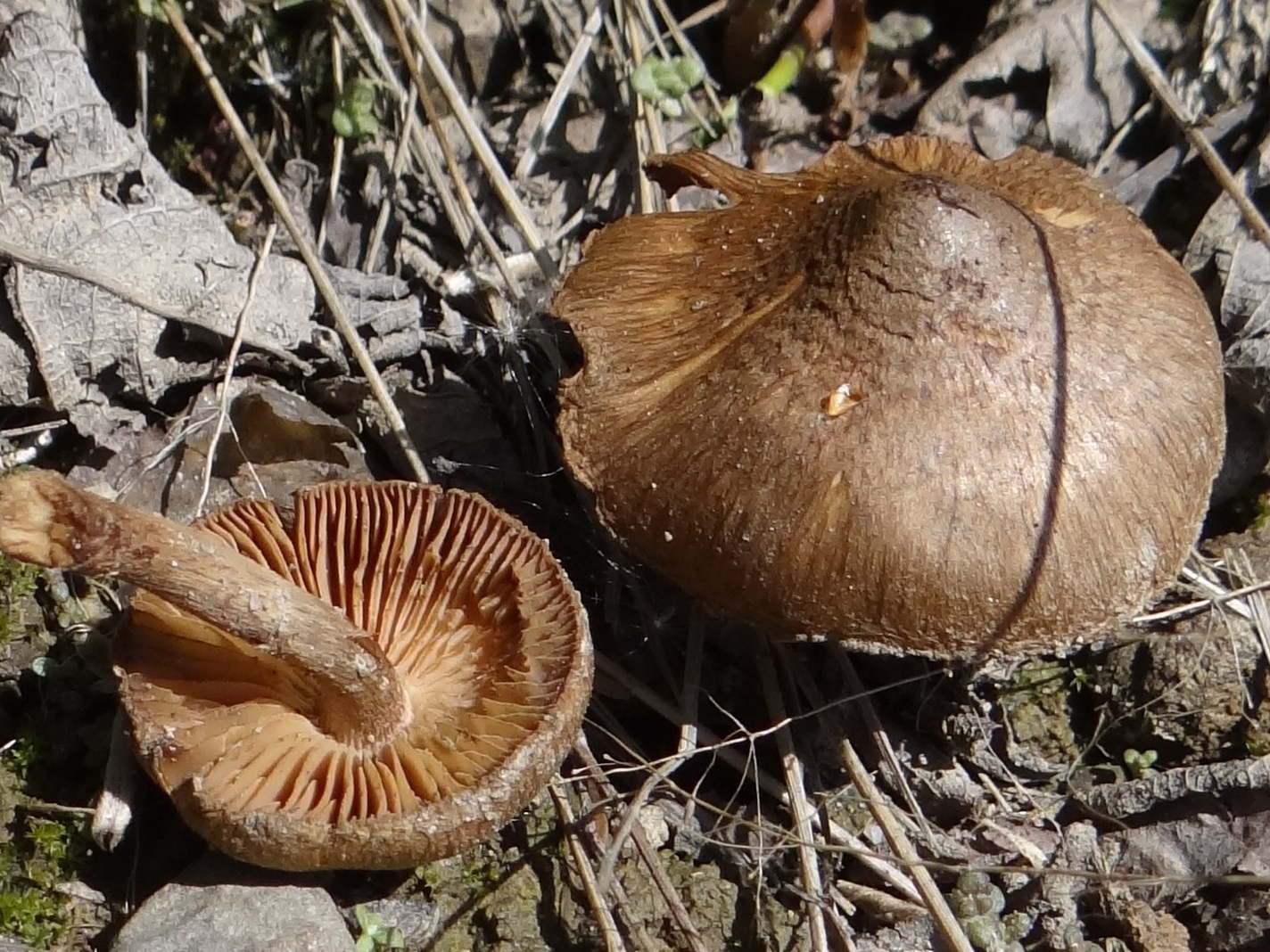
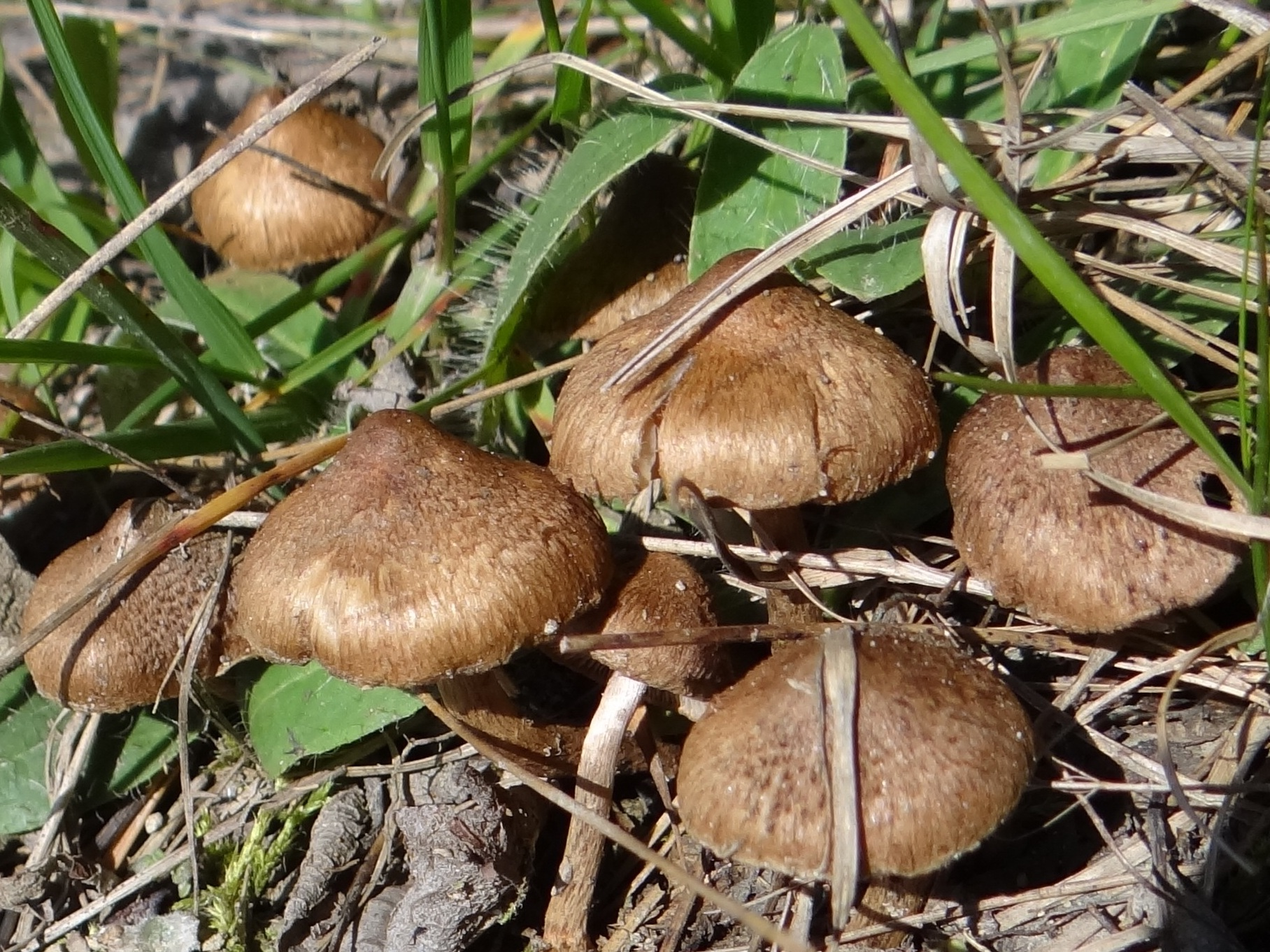
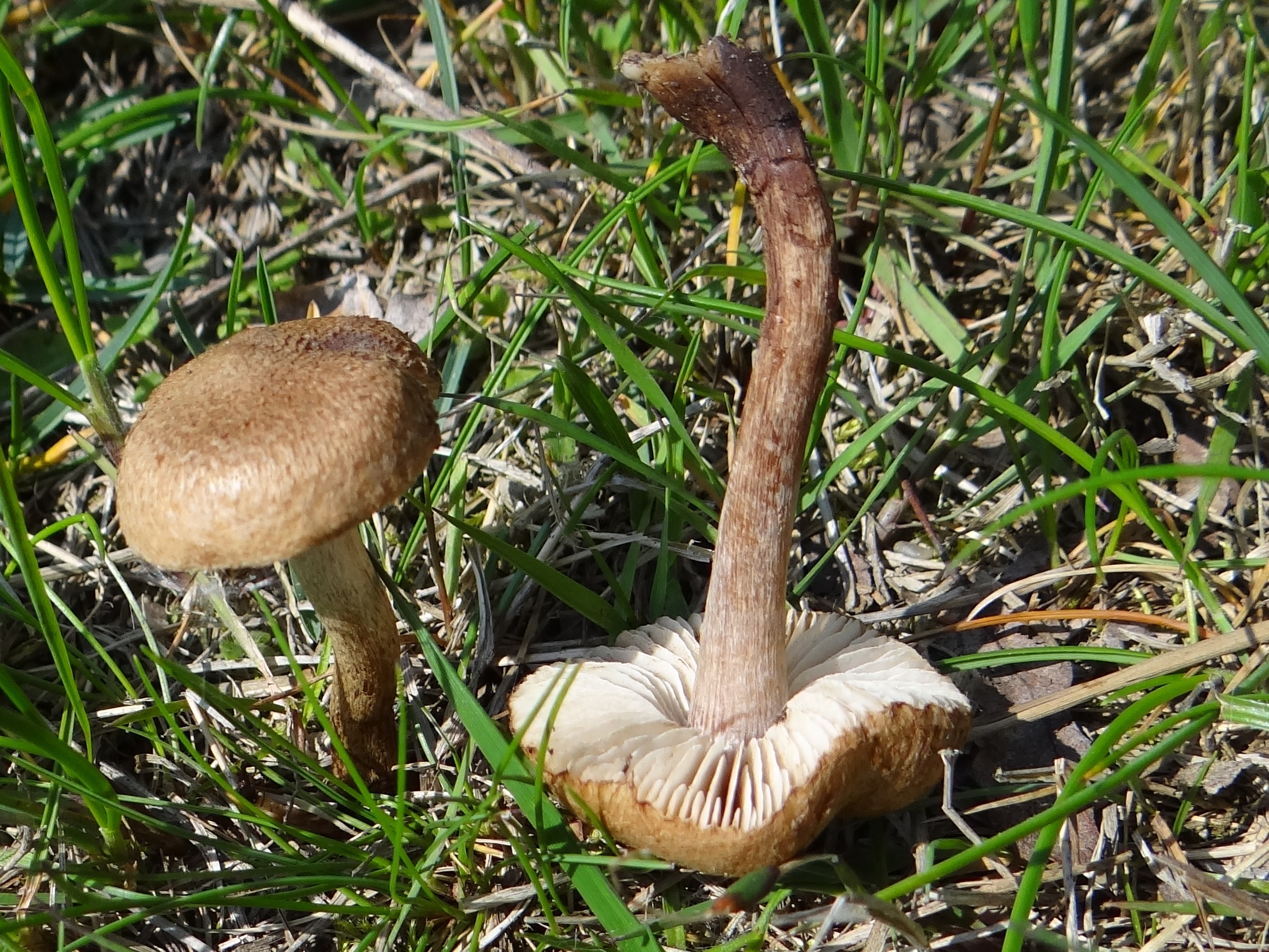
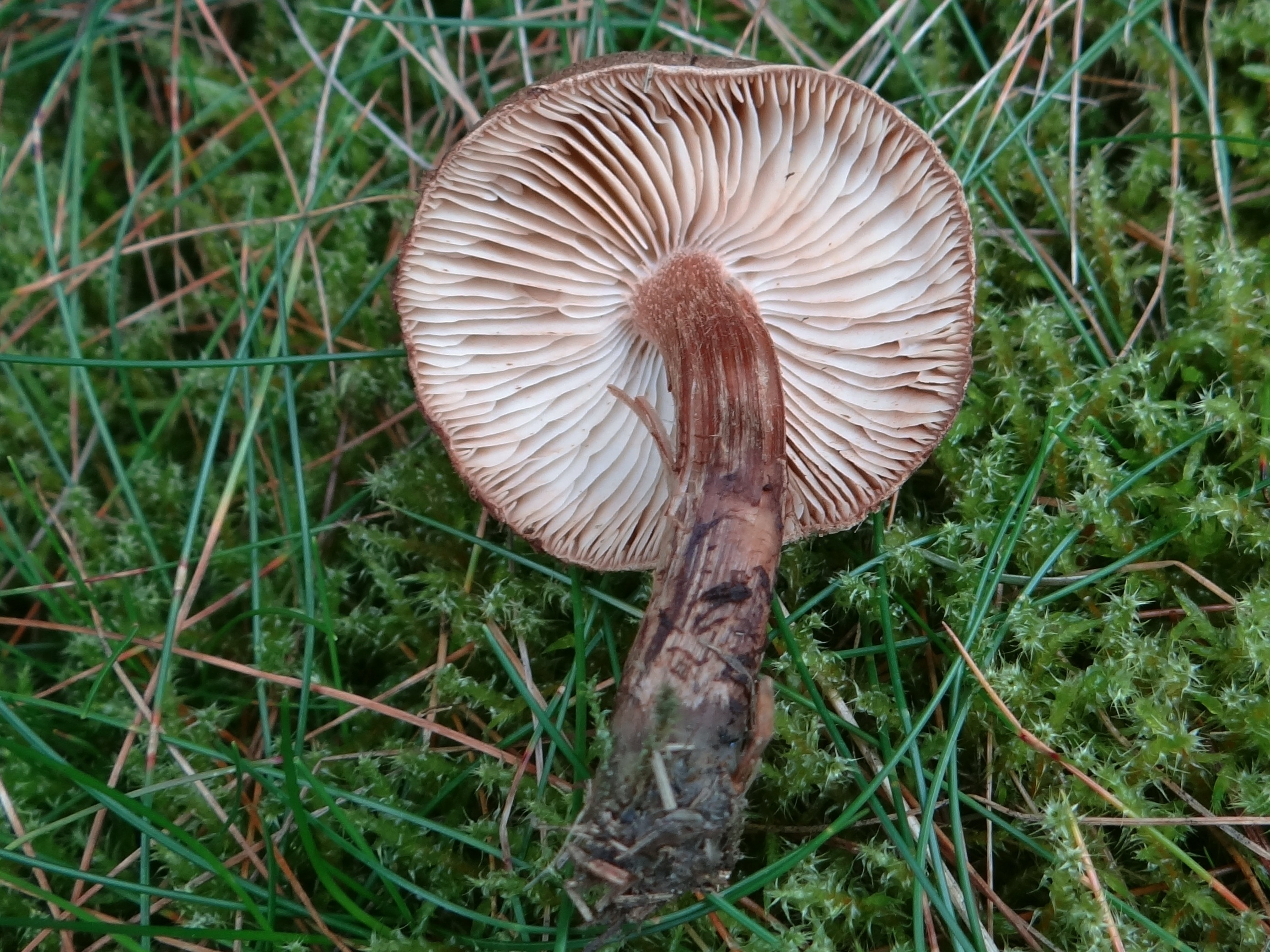

Mérgező, muszkarint tartalmaz.